# Куп Републике Српске у фудбалу 2006/07.
Куп Републике Српске у фудбалу 2006/07. је четрнаеста сезона овог такмичења које се одржава на територији Републике Српске у организацији Фудбалског савеза Републике Српске. Прво такмичење је одржано у сезони 1993/94.
У Купу Републике Српске учествују фудбалски клубови са подручја Републике Српске. Клубови нижег нивоа такмичења морају у оквиру подручних савеза изборити учешће у Купу. Такмичењу се од шеснаестине финала прикључују и клубови из Прве лиге Републике Српске и клубови из Републике Српске који се такмиче у Премијер лиги Босне и Херцеговине.
Парови се извлаче жребом. До полуфинала се игра по једна утакмица, у полуфуналу две а финална утакмица се игра на стадиону одређеном накнадно или се играју две утакмице. У овој сезони, у полуфиналу је одигран по један меч, као и финале које је играно на неутралном терену.
Финале Купа Републике Српске у овој сезони је одиграно 7. јуна 2007. године у Теслићу. Екипа Модриче Максиме је први пут освојила Куп Републике Српске у историји. У финалу су победили Радник из Бијељине резултатом 2:1.

## Парови и резултати

### Шеснаестина финала
- Утакмице су игране 27. септембра и 4. октобра 2006.[4]

| Бр. ут. | Домаћин               | Резултат       | Гост                     |
| ------- | --------------------- | -------------- | ------------------------ |
| 1       | Борац Бања Лука       | 1:0            | Љубић Прњавор            |
| 2       | Модрича Максима       | 1:0            | БСК Бања Лука            |
| 3       | Лакташи               | 2:0            | Дрина ХЕ Вишеград        |
| 4       | Гласинац              | 2:0            | Фамос Војковићи          |
| 5       | Јединство Брчко       | 1:0            | Сутјеска Фоча            |
| 6       | Младост Гацко         | МГ             | Никос Канбера Руданка    |
| 7       | Борац Козарска Дубица | 1:3            | Рудар Угљевик            |
| 8       | Јединство Црквина     | 0:1            | Рудар Приједор           |
| 9       | Слобода Нови Град     | 5:1            | Партизан Копривна        |
| 10      | Губер Сребреница      | 0:2            | Козара Градишка          |
| 11      | Слога Ракелићи        | 0:1            | Слога Добој              |
| 12      | Жупа Милосавци        | 1:0            | Локомотива Брчко         |
| 13      | Слога Трн             | 3:1            | Рамићи                   |
| 14      | Челинац 94            | 2:2 (5:4 Пен.) | Леотар                   |
| 15      | Романија              | 1:2            | Славија Источно Сарајево |
| 16      | Радник Бијељина       | —              | слободан                 |

### Осмина финала
| Бр. ут. | Домаћин                  | Резултат | Гост              |
| ------- | ------------------------ | -------- | ----------------- |
| 1       | Славија Источно Сарајево | 1:0      | Гласинац          |
| 2       | Рудар Угљевик            | 2:0      | Борац Бања Лука   |
| 3       | Радник Бијељина          | 4:1      | Челинац 94        |
| 4       | Рудар Приједор           | 2:0      | Козара Градишка   |
| 5       | Лакташи                  | 7:1      | Жупа Милосавци    |
| 6       | Слога Добој              | 1:0      | Јединство Брчко   |
| 7       | Модрича Максима          | 4:1      | Слобода Нови Град |
| 8       | Слога Трн                | 2:1      | Младост Гацко     |

### Четвртфинале
| Бр. ут. | Домаћин         | Резултат       | Гост                     |
| ------- | --------------- | -------------- | ------------------------ |
| 1       | Лакташи         | 3:3 (5:4 Пен.) | Славија Источно Сарајево |
| 2       | Радник Бијељина | 6:0            | Слога Трн                |
| 3       | Рудар Угљевик   | 0:1            | Рудар Приједор           |
| 4       | Модрича Максима | 1:0            | Слога Добој              |

### Полуфинале
| Бр. ут. | Домаћин         | Резултат | Гост            |
| ------- | --------------- | -------- | --------------- |
| 1       | Модрича Максима | 3:0      | Лакташи         |
| 2       | Рудар Приједор  | 1:2      | Радник Бијељина |

## Финале
7. јун 2007. Стадион Радолинка, Теслић
| Клуб, Место              | Резултат | Клуб, Место      |
| ------------------------ | -------- | ---------------- |
| Модрича Максима, Модрича | 2:1      | Радник, Бијељина |

| Победник Купа републике Српске у фудбалу 2006/07. |
| ------------------------------------------------- |
| Модрича 1. титула                                 |